# Ботанічний сад Хмельницького національного університету
Ботані́чний сад Хмельни́цького націона́льного університе́ту — пам'ятка природи у місті Хмельницькому. На його території зростають квітково-декоративні рослини, дерева та кущі, які використовуються у наукових та навчальних цілях. Ботанічний сад Хмельницького національного університету є об'єктом природно-заповідного фонду області та ботанічним садом місцевого значення: 2,21 гектари його території відповідно до рішення двадцять четвертої сесії Хмельницької обласної ради від 18 листопада 2009 року № 20-24/2009 охороняються законом; загальна площа становить 4,8 гектарів. Директор ботанічного саду ХНУ — кандидат біологічних наук, доцент кафедри екології Людмила Казімірова.

## Історія

### Заснування ботанічного саду
Програма розвитку Технологічного університету Поділля (сучасна назва — Хмельницький національний університет) з 2002 по 2006 рік передбачала ландшафтне облаштування території університету та створення ботанічного саду. У 2002 році були вирішені юридичні питання, що стосувалися земель університету. Раніше деякі території були самозахоплені. Перед створенням ботанічного саду потрібно було ліквідувати городи, гаражі та торговельні майданчики. Проект «Будівництво гідротехнічних споруд та проведення підготовчих робіт під закладку ботанічного саду на території Технологічного університету Поділля» був розроблений Хмельницьким філіалом «Львівдіпроводгоспу». «Проект ландшафтного облаштування території, озеленення і благоустрою університету» почав розвиватись за підтримки представників Національного лісотехнічного університету України. Створення ботанічного саду на території Хмельницького національного університету підтримав міський голова Микола Приступа, який здійснив фінансову підтримку цього проекту з бюджету міської ради. Роботи по озелененню території розпочались восени 2002 року, коли перед четвертим корпусом університету створили клумби та посадили нові види рослин.
У 2003 році були проведені основні будівельні та агротехнічні роботи: розчищені водойми, створена система поливу, прокладені доріжки та стежки, встановлена металева огорожа, довжина якої склала 1407 метрів. Для втілення проекту завезли 80 м³ каменю та понад 2 тисячі м³ ґрунту.
Про закладку ботанічного саду було оголошено 30 жовтня 2003 року під час проведення Всеукраїнської науково-практичної конференції «Шляхи вирішення екологічних проблем урбанізованих територій: наука, освіта, практика». Відбулась висадка перших колекційних рослин: горіха ведмежого, магнолії Кобус, метасеквої гліптостробоїдної, ялини колючої, які були подаровані хмельничанам Національним ботанічним садом імені М. М. Гришка НАН України, Національним дендропарком «Софіївка» НАН України, Ботанічним садом Національного лісотехнічного університету України та Ботанічним садом Львівського університету імені Івана Франка.
Навесні 2004 року ректором університету Миколою Скибою була затверджена концепція ботанічного саду та його штат. Об'єкт став структурним підрозділом університету, основним завданням якого було збереження та поповнення ботанічних колекцій. На його базі стало можливим проведення робіт освітнього, навчального та наукового характеру.
Проект, згідно з яким розпочалося спорудження саду, належав Володимиру Кучерявому — завідувачу кафедри ландшафтної архітектури садово-паркового господарства та урбоекології Національного лісотехнічного університету України. Виконання робіт, які впливають на функціонування ботанічного саду, покладене на структурні підрозділи, що відносяться до адміністративно-господарської частини університету та службу охорони. Студенти денної форми навчання допомагають в облаштуванні секторів ботанічного саду. Крім того, ботанічний сад ХНУ є базою для проходження ландшафтно-екологічної та загальної екологічної практики студентами спеціальності «Екологія та охорона навколишнього природного середовища».

### Створення експозицій

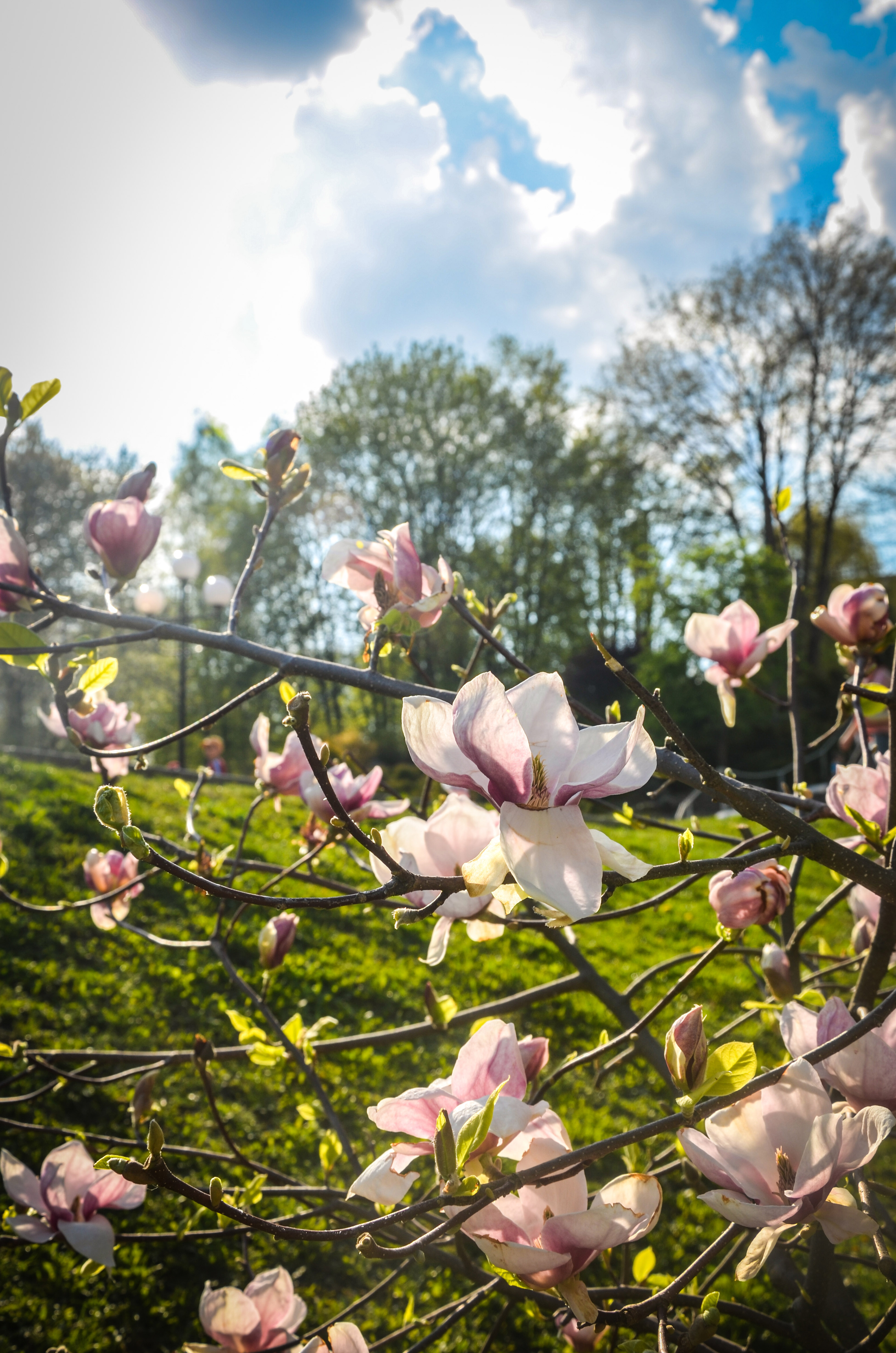
Магнолії у ботанічному саду Хмельницького національного університету

Протягом 2004–2005 років був створений Японський сад площею 0,5 гектара. Ідея його заснування належить науковому консультанту та професору В. П. Кучерявому. Проект був розроблений працівниками ботанічного саду та кафедри ландшафтної архітектури Національного лісотехнічного університету України. Певний спектр робіт виконували студенти Хмельницького університету. Протягом вересня та жовтня 2004 року в три зміни на території ботанічного саду працювало близько 1800 студентів. Було проведене планування території, перенесені та викладені 70 м³ каміння, насипаний шар родючого ґрунту. При створенні Японського саду спеціалісти використали елементи-символи: «медузу», «басейн», «протектор», «листок» та «черепаху». Головним елементом символічного Японського саду вважається композиція з каміння, яка нагадує черепаху.
Також тут можна побачити композицію з п'яти символічних каменів, тиса ягідного та гінкго дволопатевого, оточених дерев'яними стовпцями. Камені символізують інститути денної форми навчання. На території ботанічного саду Хмельницького національного університету розташована ще одна група каміння, що виступає символом Віри, Надії, Любові й Софії. Біля неї висаджені різнокольорові квіти. Загалом у Японському саду облаштовані наступні ділянки: рівнинна, ландшафтна, горбисто-кам'яна та рокарій «Плин часу». Місцем побудови останньої експозиції був обраний крутий схил. Створена вона у вигляді чотирьох терас. Розташовується навпроти Символічного саду. Листя, каміння та квіти і їх кольорова гама показують життєвий цикл людини від народження до старості. Проводиться аналогія з порами року.
На території перед навчальним корпусом № 4 була закладена кам'яна гірка. На схилі балки з'явилась експозиція з хвойних рослин. Для цих робіт були залучені субпідрядні організації та студентські будівельні загони.
Експозиція «Листяні рослини» була закладена 2004 року. Місцем її розташування став лівий схил балки. Це місце розташування моноколекцій таволги, гортензії, вейгели й різних видів покритонасінних деревних рослин. 2006 року відбулось висадження Деканатського березового гаю на схилі від вулиці Інститутської. В День довкілля-2007 навпроти корпусу № 5 висадили Платанову алею. На правому схилі балки розташовується експозиція дендрарію під назвою «Голонасінні рослини». Підпірна стіна однієї з будівель декорована Зеленою стінкою. Вона створена з витких рослин на шпалері. 2007 року у верхній частині балки заклали ділянку Малого Полісся. Студенти розчистили природні джерела та висадили саджанці дуба звичайного та сосни європейської. На західному схилі вулиці Інститутської розміщується Сад папоротей, в якому зростають папоротеподібні, притаманні флорі Хмельницької області. У вересні 2008 року розпочалось формування Карпатарію на найкрутішій ділянці схилу. Там висадили колекцію рослин карпатської флори. Організатори приурочили цю подію до сходження викладачів університету на Говерлу. До Дня довкілля-2008 була приурочена висадка алеї магнолій поблизу огорожі університету.
Протягом 2009–2011 років був реалізований проект «Долина пізнання». У програмі діяльності ректора Хмельницького національного університету на 2008–2015 року передбачено створення розсадника декоративних рослин та території зростання Товтрової гряди, Саду химер, витких рослин, Саду безперервного цвітіння та Саду розоцвітих. Передбачено будівництво теплиці та оранжереї.
З 2010 року розпочалось створення експозиції «Країна знань» на території Японського саду. Основною метою експозиції є демонстрація шляху знань людини та ідеї поєднання життя та наукової діяльності. В центральній частині експозиції розташовується найбільший камінь, що символізує філософські знання. Була викладена покрокова японська доріжка нобедан. Для її створення використали камінці плоскої форми. Композиція, що символізує суспільні та історичні науки, розміщується на перетині цих доріжок. Зображення бабки є уособленням природничих наук. Алегорією географічних знань стали «гори», для створення яких використали великі брили. Щоб зобразити фізико-математичні знання, обрали каміння, формою схоже на геометричні фігури. У травні 2010 року був закладений розарій, в колекції якого можна побачити усі селекційні групи троянд. У церемонії відкриття брали участь ветерани Другої світової війни.
29 жовтня 2011 року між третім та четвертим корпусами університету закладений Сад студентської дружби. Його заснували учасники Всеукраїнської студентської конференції «Органи студентського самоврядування у просторі вищої освіти України». У Саду студентського дозвілля у внутрішньому дворику одного з корпусів розташовані фонтан та колекція рододендронів.
Протягом 2012 ріку відкрились нові експозиційні ділянки, створення яких було приурочено до святкування 50-річчя університету.

## Колекції рослин

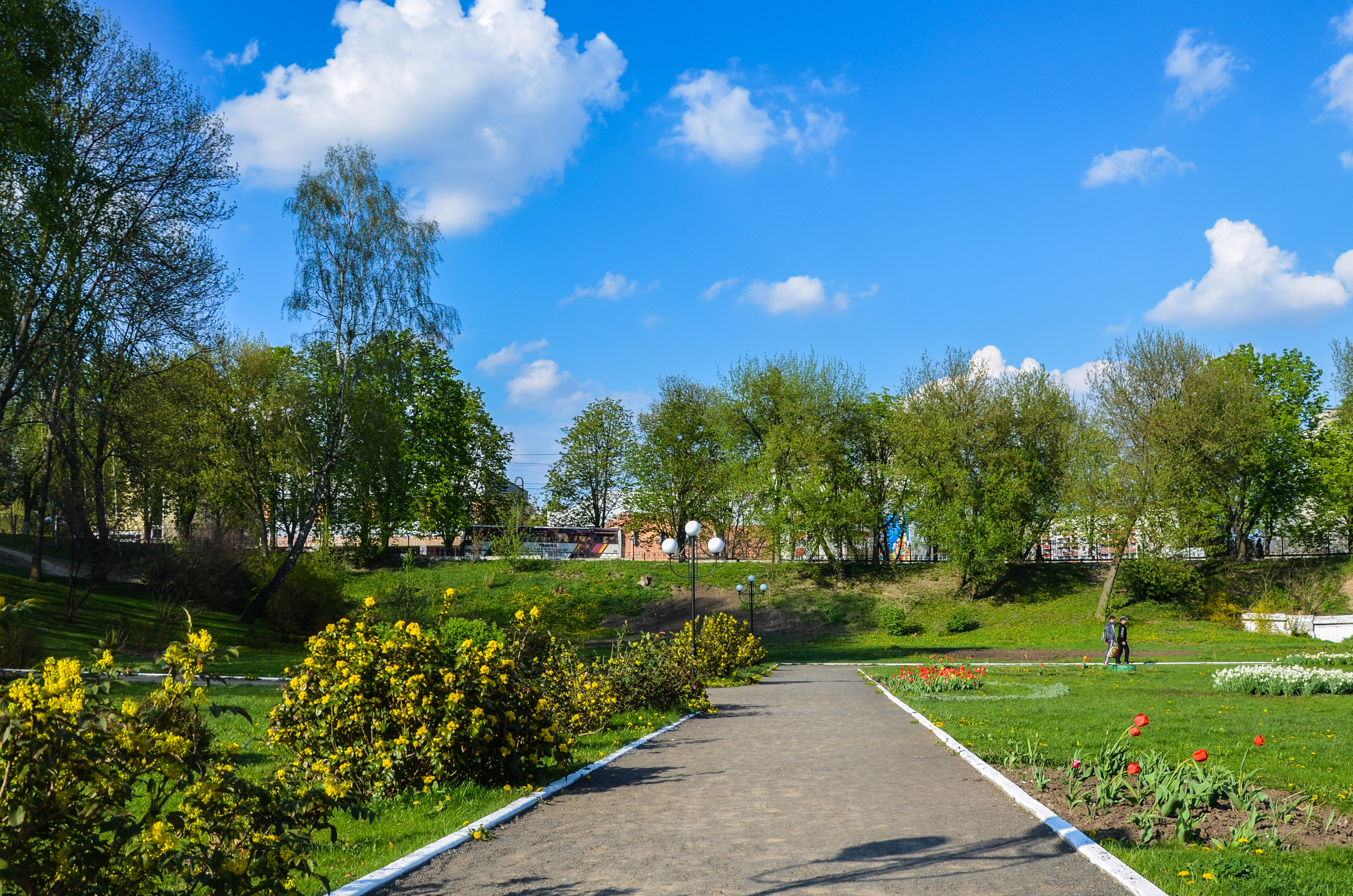
На території ботанічного саду зростає близько 20 тисяч рослин

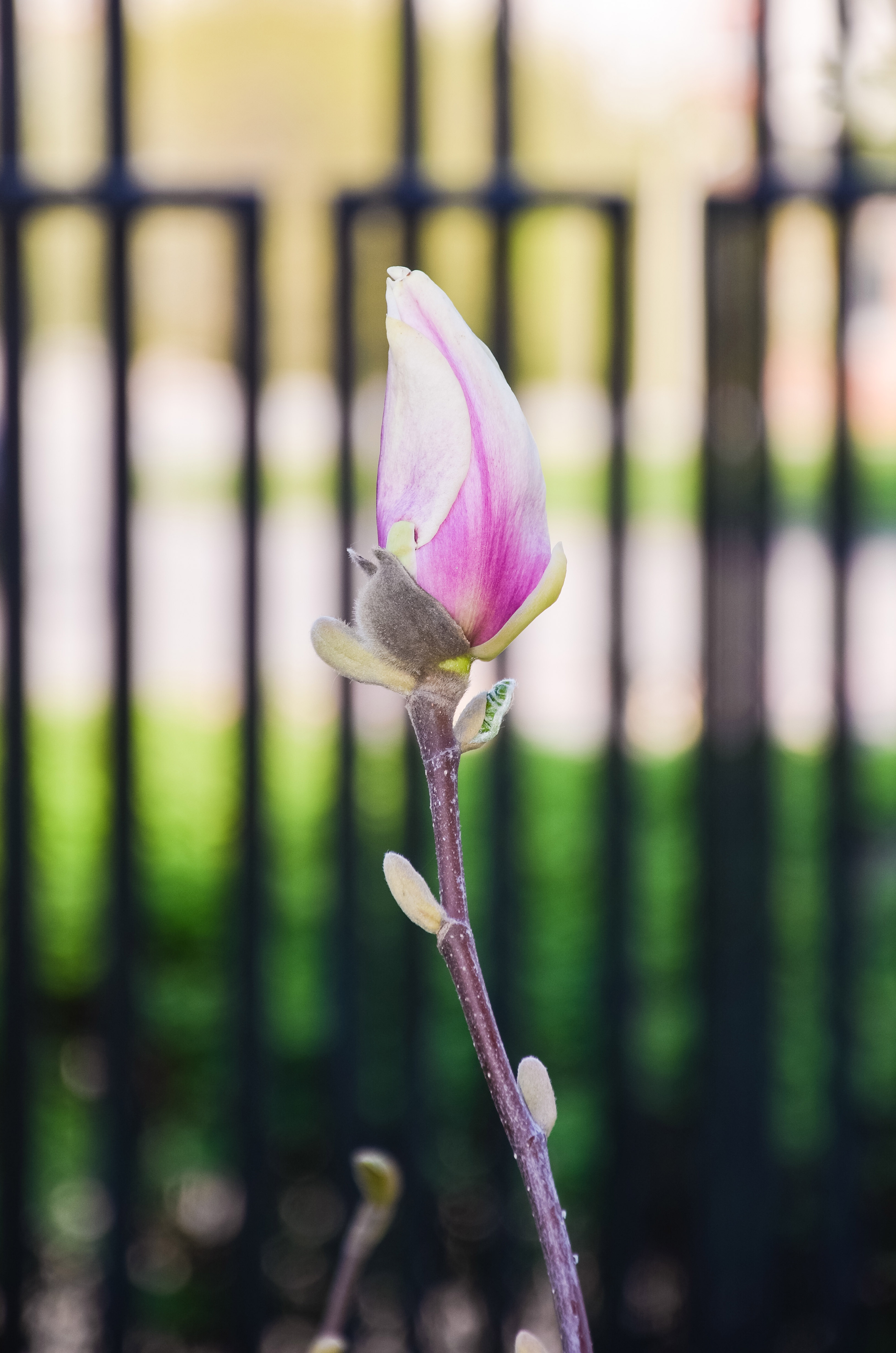
Магнолії починають квітнути у ботанічному саду ХНУ

Загальна кількість рослин, які зростають на території Ботанічного саду ХНУ, становить близько 20 тисяч екземплярів, в тому числі понад 7 тисяч багаторічних квітково-декоративних рослин та понад 1400 дерев та кущів хвойних і листяних порід.
На момент заснування ботанічного саду не існувало жодної ботанічної колекції, тому формування його фонду розпочалося від самих основ. Територію закладу поділили на декілька секторів: декоративної дендрології, альпінарію, квітково-декоративних рослин, трав'яної флори та моніторингу рослинного покриву Волино-Поділля, інтродукції деревних рослин та ландшафтного дизайну.
Серед рослин ботанічного саду в Хмельницькому виокремлюють гінкго дволопатеве, магнолії, тис ягідний, метасеквою та тюльпанове дерево. У колекції саду налічують 32 види рослин, занесених до Червоної книги України. Сад налічує 610 найменувань, видів та сортів культурних рослин, з них близько 120 видів східноазійської флори. Восени 2009 року на території ботанічного саду було 724 таксони, а навесні 2012 року колекційний фонд пам'ятки природи складався з 812 таксонів.
У 1950-х роках на території сучасного ботанічного саду були висаджені агролісомеліоративні смуги з дуба звичайного. До 21 століття збереглась частина західної смуги, відома як Подільська діброва, її протяжність складає 226 метрів, а ширина коливається від 8 до 30 м. Вона використовується для інтродукції рослин природної флори. Ще одна частина західної смуги, називана Малою дібровою, збереглась біля навчально-виробничої бази № 1, її площа складає 0,021 га. На цій ділянці зростають види, які охороняються на території Хмельницької області, занесені до Червоної книги України чи міжнародних охоронних списків, зокрема, рідкісні весняні квіти Хмельниччини.
Довжина південно-східної агролісомеліоративної смуги поряд з навчальним корпусом № 1 і гуртожитком № 1 сягає 90 м. Її ширина коливається від 7 до 14 метрів. На одній з ділянок ботанічного саду створена Кам'яниста гірка, на якій було зібрано близько сотні багаторічних трав'янистих рослин.
Територія горобинника, висадженого у 1980-х роках, містить більше ніж 170 дерев горобини звичайної, кущі та дерева інших видів. Частину горобинника виділено під Етноботанічний куточок, в якому зростають соняшники, чорнобривці, мальви, жоржини та люпин.
Долина квітів розташовується у нижній частині заплави річки Немийки. У ній зростають нарциси, фіалки, незабудки, тюльпани, алісум, сальвії, агератуми, айстри, петунії. На цій території збирають насіння однорічних рослин.
Голонасінні рослини у Ботанічному саду Хмельницького національного університету представлені двома класами, які об'єднують 95 таксонів. Серед рослин експозиції виділяються веймутова, чорна, сибірська та гірська сосни, а найбільшою за чисельністю експонатів є родина Кипарисових. Зокрема, тут зростають туї японська, східна, західна, складчаста, ялівці козацький, повзучий, віргінський, лускатий, китайський, звичайний. 206 видів і 64 форми листяних деревних рослин належать до колекції ботанічного саду. Насадження, які були зроблені до заснування ботанічного саду, виступають фоном для новостворених експозицій. Серед таких видів дуб звичайний, клен гостролистий, липа дрібнолиста, горобина звичайна. Рослини родини Магнолієвих є одними з перших колекційних експонатів, що з'явились на території природоохоронного об'єкту. До цієї родини відносять тюльпанове дерево та 8 видів магнолій. На території ботанічного саду зростає бук лісовий, коркове дерево, клен пальмовидний, дикий виноград тригострокінцевий, лимонник китайський, плющ звичайний, вістерія китайська, падуб гостролистий, калина зморщенолиста, самшит вічнозелений. Колекційний фонд квітниково-декоративних трав'янистих рослин нараховує 366 таксонів. Зростають рослини, які походять з гірських районів Північної Америки, Азії, Європи, та ґрунтопокривні рослини. Колекція тюльпанів, гіацинтів, шафранів і нарцисів систематично поповнюється. Великою за розмірами є колекція ранньоквітучих рослин Хмельниччини, що представлена родами медунка, проліска, пшінка, рівноплідник, анемона.
У Ботанічному саду ХНУ зростають рослини, занесені до Червоної книги України, серед них: горицвіт весняний, шафран банатський, сон чорніючий, підсніжник білосніжний, айстра альпійська, лілія лісова, півники сибірські, фіалка біла, тис ягідний. Також тут можна побачити локально рідкісні рослини, що охороняються на території Хмельницької області: плющ звичайний, лопух дібровний, багатоніжка звичайна, анемона лісова, медунка вузьколиста, первоцвіт весняний, півники угорські, голокучник дубовий, медунка м'яка, цибуля подільська тощо. На окремих ділянках експозиції зосереджені барбариси, туї, гібіскуси, гортензії, форзиції. Розташовані клумби, які мають правильну геометричну форму. На них зростають хвойні та квітниково-декоративні рослини.